# Renner-Diskont
Renner war ein Diskont-Lebensmittelmarkt der Julius Meinl AG. 
Renner ging aus dem Denner-Diskont hervor, nachdem sich der Schweizer Filialist Denner 1979 aus Österreich zurückgezogen und seine Märkte an Julius Meinl verkauft hatte. 1990 verkaufte Julius Meinl seine etwa 20 Märkte an die Spar, die sie in ihr bestehendes Filialsystem integrierte. Einen weiteren erfolglosen Einstieg in den Diskont in Österreich unternahm Meinl 1997 mit der Gründung des Diskonters Jééé.

## Quelle
Das Fachjournal REGAL, 1979